# سکالیتسه (ناحیه زنویمو)
سکالیتسه (به چکی: Skalice) یک منطقهٔ مسکونی در جمهوری چک است که در ناحیه زنویمو واقع شده‌است. سکالیتسه ۹٫۴۶ کیلومتر مربع مساحت و ۵۵۴ نفر جمعیت دارد و ۲۳۰ متر بالاتر از سطح دریا واقع شده‌است.